# Silon

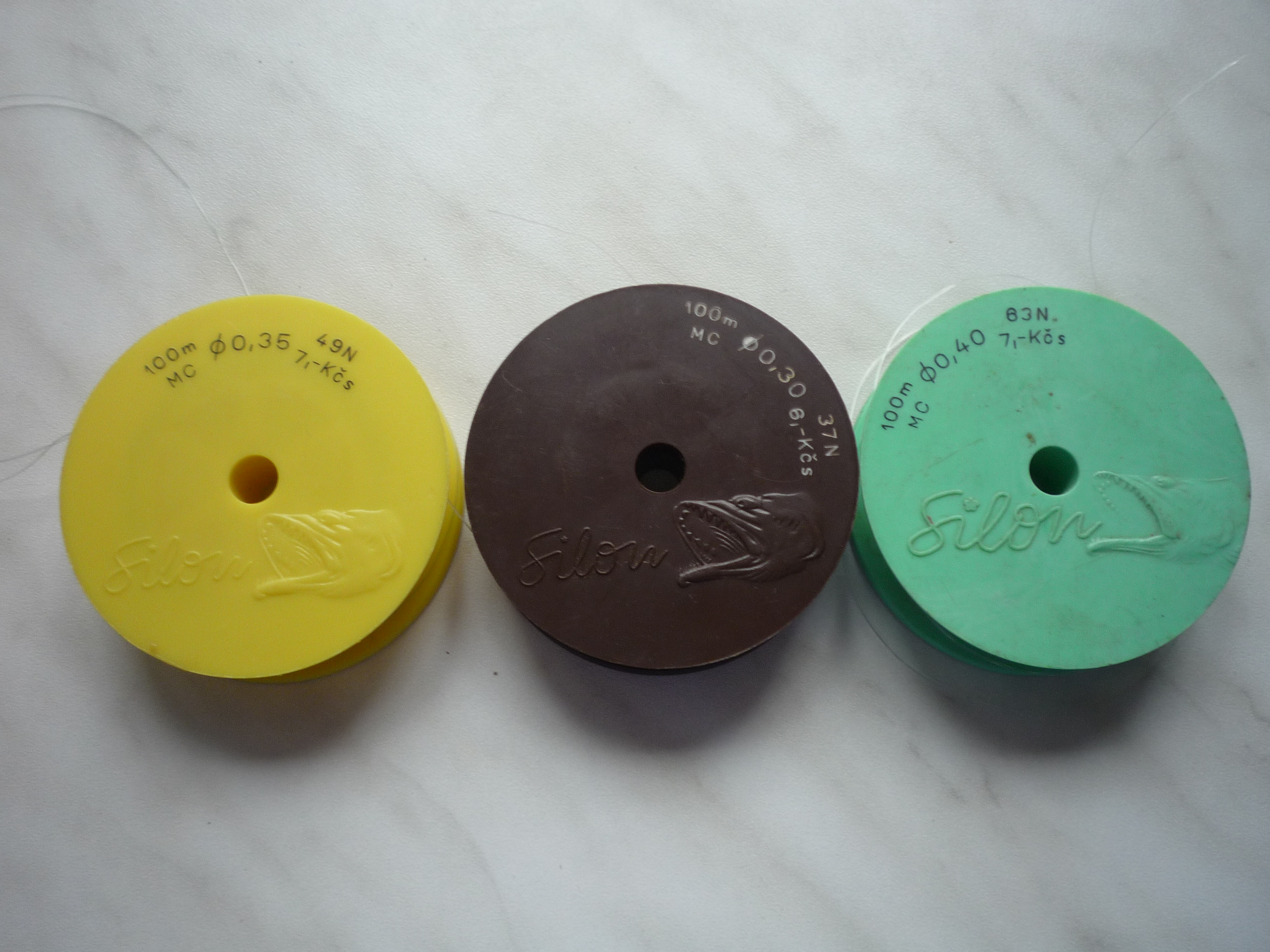
Cívky s rybářskou nití ze silonu, výrobky z 80. let 20. století

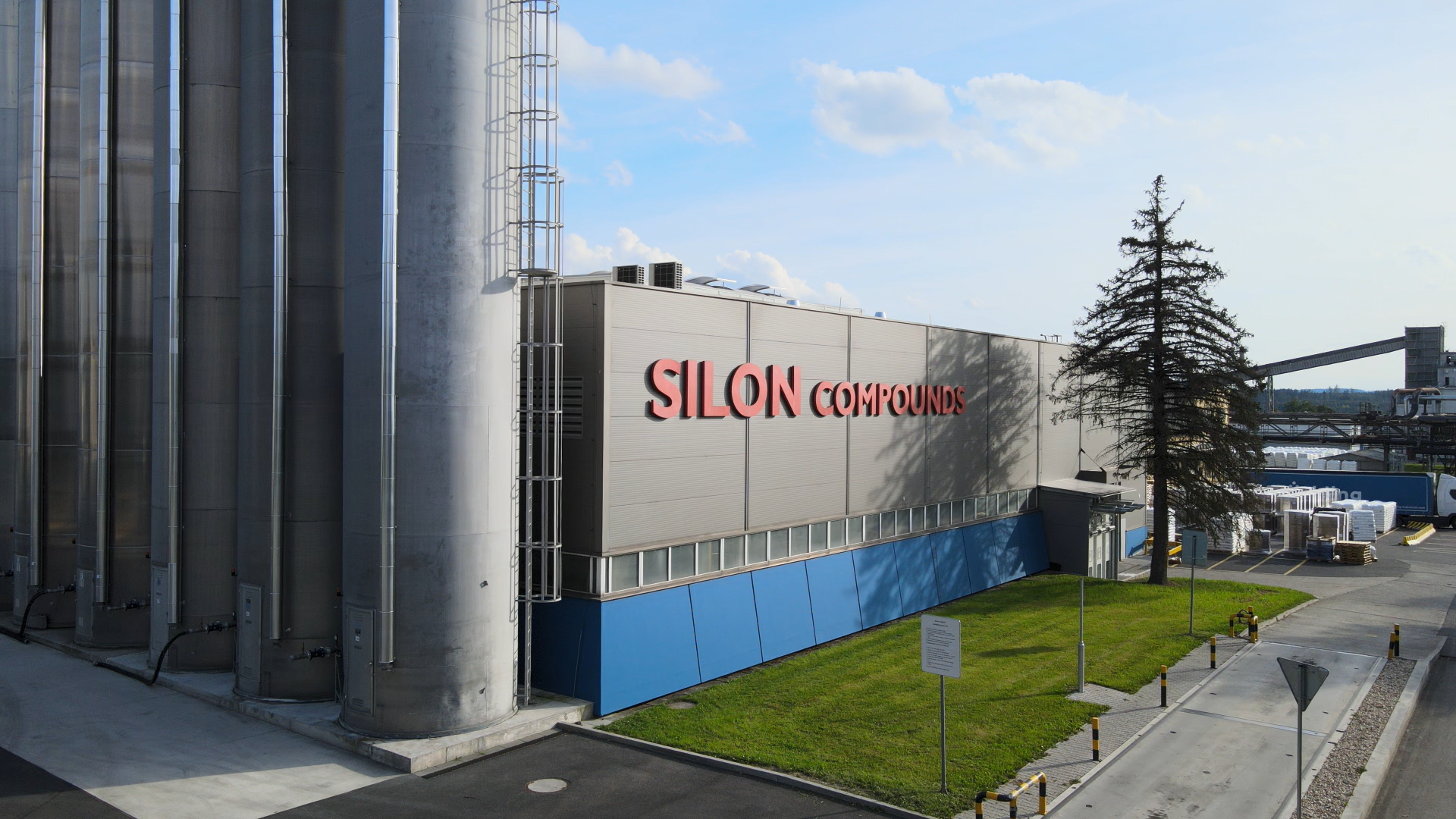
Silon v Plané nad Lužnicí v roce 2022

Silon je polyamidové vlákno typu 6 (polykaprolaktam), které se pod tímto názvem do začátku 90. let 20. století vyrábělo v Československu.

## Historie
Historie silonu začala ve zlínské laboratoři firmy Baťa, kde vynálezce Otto Wichterle v roce 1940 vypracoval výrobní postup k přípravě kaprolaktamu. Aby se výsledky projektu udržely v tajnosti před Němci, prováděly se pokusy jen na malém zařízení s maximálně 30 kg materiálu. Zde byl vypracován i technologický postup výroby polyamidového vlákna, který byl zcela reálný i z ekonomického hlediska.
Nový materiál se měl původně jmenovat winop – podle tří spolupracovníků: Wichterle, Novotný, Procházka – vzhledem k době vzniku a podobnosti s již existujícím nylonem byl zvolen podobně znějící název silon.

## Výroba
Průmyslová výroba silonu v podniku stejného jména v Plané nad Lužnicí byla zahájena teprve v roce 1950. V 80. letech se zde vyrábělo až 800 tun filamentů ročně (několikanásobně větší množství polyamidových vláken se vyrábělo pod názvem chemlon na Slovensku), v současné době se však polyamidová vlákna v ČR nevyrábějí.
Firma Silon se sídlem v Plané nad Lužnicí, známá výrobou textilních vláken z polyesteru, se od roku 2022 specializuje na plněné plasty a plastové směsi na bázi polyethylenu a polypropylenu.